# Bank of America Plaza (Atlanta)
Bank of America Plaza är en 55 våningar hög skyskrapa i Atlanta, USA. Den är med sina 312 meters höjd till toppen av den 27 meter höga spiran den högsta byggnaden i Atlanta, och den tolfte högsta i USA. Den är byggd in en postmodernistisk stil, och färdigställdes 1992 efter en byggtid på 14 månader. Byggnaden används som kontor. Bank of America Plaza har tidigare haft namnen NationsBank Building och 
C & S Plaza.